# Communauté de communes de Beaufort-en-Anjou
Pour les articles homonymes, voir Beaufort et Anjou (homonymie).
La communauté de communes de Beaufort-en-Anjou est une ancienne communauté de communes française située dans le département de Maine-et-Loire et la région Pays de la Loire.
Elle se situait dans la région du Baugeois et faisait partie du syndicat mixte Pays des Vallées d'Anjou.

## Historique
La communauté de communes est créée le 30 décembre 1998. En novembre 2010, elle révise ses statuts et complète ses compétences, puis à nouveau en avril 2012,.
À la suite d'une délibération de son conseil municipal le 1er octobre 2015, la commune de La Ménitré décide de rejoindre la Communauté de communes de Beaufort-en-Anjou le 1er janvier 2016, après avoir quitté celle de la Vallée-Loire-Authion.
Le 1er janvier 2016, les communes de Beaufort-en-Vallée et de Gée forment la commune de Beaufort-en-Anjou ; celles de Brion, Fontaine-Guérin et Saint-Georges-du-Bois, celle des Bois d'Anjou ; et Fontaine-Milon et Mazé, la commune de Mazé-Milon.
Le schéma départemental de coopération intercommunale de Maine-et-Loire, approuvé le 22 janvier 2016 par la commission départementale de coopération intercommunale, prévoit la création d'une nouvelle intercommunalité réunissant les communautés de communes de Beaufort-en-Anjou et du canton de Noyant, ainsi que la commune de Baugé-en-Anjou. 
Par l'arrêté préfectoral du 16 décembre 2016, la communauté de communes de Beaufort-en-Anjou est étendue aux communes de Baugé-en-Anjou, Noyant-Villages et La Pellerine et devient la communauté de communes Baugeois-Vallée à compter du 1er janvier 2017.

## Territoire communautaire

### Composition
La communauté de communes de Beaufort-en-Anjou regroupe quatre communes, :
| Nom                       | Code Insee | Gentilé    | Superficie (km2) | Population (dernière pop. légale) | Densité (hab./km2) |
| ------------------------- | ---------- | ---------- | ---------------- | --------------------------------- | ------------------ |
| Beaufort-en-Anjou (siège) | 49021      |            | 42,04            | 7 067 (2014)                      | 168                |
| Les Bois d'Anjou          | 49138      |            | 60,22            | 2 591 (2014)                      | 43                 |
| Mazé-Milon                | 49194      |            | 41,79            | 5 676 (2014)                      | 136                |
| La Ménitré                | 49201      | Ménitréens | 17,37            | 2 106 (2014)                      | 121                |

### Démographie
| 1999 | 2001 | 2002 | 2004 | 2006   | 2009   | 2013   | 2015 |
| ---- | ---- | ---- | ---- | ------ | ------ | ------ | ---- |
| -    | -    | -    | -    | 13 247 | 14 266 | 15 158 | -    |

### Logement
On comptait en 2009, sur le territoire de la communauté de communes, 6 003 logements, pour un total sur le département de 360 144. 91 % étaient des résidences principales, et 72 % des ménages en étaient propriétaires.

### Revenus
En 2010, le revenu fiscal médian par ménage sur la communauté de communes était de 17 533 €, pour une moyenne sur le département de 17 632 €.

## Économie
Sur 959 établissements présents sur l'intercommunalité à fin 2010, 20 % relevaient du secteur de l'agriculture (pour 17 % sur l'ensemble du département), 6 % relevaient du secteur de l'industrie, 12 % du secteur de la construction, 49 % du secteur du commerce et des services (pour 53 % sur le département) et 13 % de celui de l'administration et de la santé.

## Politique et administration

### Siège
Le siège de la communauté de communes est situé à Beaufort-en-Anjou.

### Présidence
| Période | Période | Identité                 | Étiquette    | Qualité |
| ------- | ------- | ------------------------ | ------------ | --- |
| 1999    | 2014    | Jean-Charles Taugourdeau | RPR puis UMP | Maire de Beaufort-en-Vallée Député de la 3e circ. de Maine-et-Loire Conseiller général du canton de Beaufort-en-Vallée (1991-2002) |
| 2014    | 2016    | Christophe Pot           | DVD          | Maire de Mazé |